# Небесний пірат
Небесний пірат (англ. The Sky Pirate) — американська короткометражна кінокомедія Роско Арбакла 1914 року.

## У ролях
- Роско «Товстун» Арбакл — спадкоємець
- Едгар Кеннеді — небесний пірат
- Мінта Дарфі
- Генк Манн
- Аль Ст. Джон